# Jan Tavernier

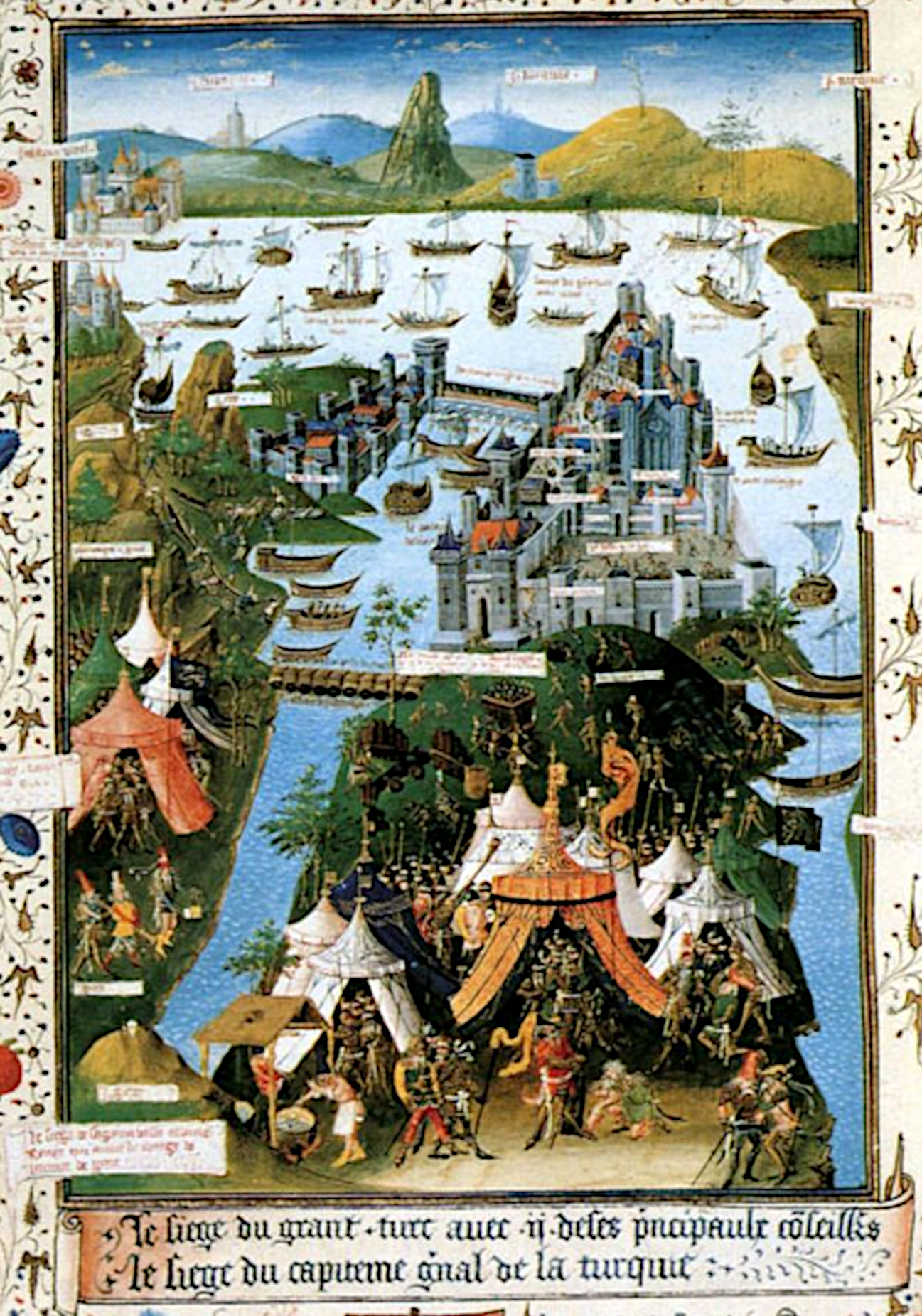
Avis directif pour faire le passage d'Outremer – Belegering van Constantinopel

Jan Tavernier (Oudenaarde ???? –  na 1460) was een Vlaams verluchter die werkte in het tweede en derde kwart van de 16e eeuw in Oudenaarde, Doornik, Gent en Rijsel.  

## Biografie
Tot nu toe werd aangenomen dat Jan Tavernier in Oudenaarde werd geboren, maar een geboortedatum is niet bekend. Hij zou opgeleid zijn in Doornik en wordt vereenzelvigd met de Jan Tavernier die zich daar inschreef in het schildersgilde op 13 september 1434. In 1440 zou hij, nog steeds in Doornik, een leerling hebben aangenomen, Haquinot de Franc. In 1436 en in 1441-1442 treffen we hem aan in Gent. Hier had hij een conflict met het zijn collega's miniaturisten omdat hij niet was ingeschreven in het schildersgilde. Mogelijk was hij de Jan Tavernier die ingeschreven was in het schildersgilde van Brugge van 1450 tot 1480, maar hierover bestaat geen zekerheid.
Volgens recent onderzoek  zou Jan Tavernier een bastaardzoon zijn van de verluchter Jacob Tavernier (1428-1454), een binnenpoorter van Oudenaerde. In 1448-1449 heeft Jacob een missaal voor de Onze Lieve Vrouwebroederschap in de Oudnaardse Sint Walburgakerk verlucht. De rekening vermeldde expliciet het drinkgeld dat betaald werd aan een niet nader genoemde zoon van Jacob. Deze zoon zou Jan de Tavernier zijn die op dat moment zijn opleiding bij zijn vader beëindigde. Deze hypothese wordt ondersteund door het feit dat een “Jan de Taverneir filius Jacob bastaard” toetrad tot de St. Jorisgilde in Oudenaarde waarvan ook zijn vader en zijn twee ooms, Gillis en Geeraerd, lid waren. Dit is in lijn met een vraag tot wettiging van een “Jehan le Tavernier d’Audenaerde” bij de Bourgondische autoriteiten.
In 1458 zou Jan de Tavernier in het huwelijk getreden zijn met een Jorine, een bastaarddochter van Arend Cabillau, een Oudenaardse patriciër. Jan de Tavernier zou overleden zijn in 1462 en zijn weduwe  weigerde de erfenis. Dit strookt met het feit dat een aantal werken voor Philips van Bourgondië die door Tavernier werden begonnen, door andere verluchters werden afgewerkt.
Het feit dat er tot nu toe geen enkel werk is ontdekt uit de zogezegde ‘Doornikse periode’ pleit voor deze nieuwe identificatie. Hieruit volgt uiteraard dat de Doornikse Tavernier een andere miniaturist zou zijn en dat de opleiding van Tavernier anders gelopen is dan men tot nu toe aannam.
Hoe dan ook, blijkbaar was Jan de Tavernier opgemerkt aan het hof van Filips de Goede want men vindt hem terug op de betaalrol van de medewerkers aan de voorbereidingen voor het 'Banket van de Fazant' gehouden in Rijsel in 1454. Twee andere documenten in de boekhouding van Filips de Goede vermelden Jan Tavernier. Het eerste  is een kwitantie van Jean Le Doulx, raadgever en rekenmeester van de hertog, ten bedrage van 75 gouden écu's door hem ontvangen ter vereffening van een even grote som die hij had voorgeschoten en betaald aan "johannes le tavernier,  peintre et enlumineur demourant a oudenarde" voor diverse werken die hij had uitgevoerd voor Filips de Goede. Op de kwitantie werden de betaalde werken uitvoerig beschreven. Het eerste was een getijdenboek waarin Jan Tavernier twee miniaturen in kleur had verzorgd: "le mont de calvaire et sur icelui nostre seigneur crucifié et à l'environ plusieurs personnages à cheval avec six vignettes à l'entour" en "une ymage et représentation de la vierge marie et de son benoit filz". Hiervoor werd respectievelijk twee en een halve en anderhalve écu betaald. Verder figureerden er 230 andere miniaturen op de lijst geschilderd "de blanc et de noir" met andere woorden in grisaille. Dit getijdenboek is geïdentificeerd als het manuscript 76 F 2 van de Koninklijke Bibliotheek in Den Haag (Meermanno). Vandaag telt het slechts 164 miniaturen in grisaille, waarvan er trouwens 39 van latere datum zijn.
Omstreeks 1459-1460 krijgt hij een nieuwe opdracht van de hertog op 26 maart 1460 wordt hen 50 écu betaald voor het realiseren van de grisaille miniaturen in het eerste volume van "un livre de charlemagne" en voor het resterende werk aan het tweede volume. Ook dit werk van de schrijver David Aubert, Croniques et conquêtes de Charlemagne is bewaard gebleven. Het bevindt zich vandaag in de Koninklijke Bibliotheek te Brussel als Ms.9066. Op basis van deze twee werken die met honderd procent zekerheid aan Tavernier konden toegewezen worden, was men in staat een reeks andere werken op basis van de stijlkenmerken aan hem toe te wijzen. Zie hiervoor de lijst van bewaarde werken. Vermeldenswaardig zijn verder nog de samenwerking met de auteur Jean Miélot die verschillende handschriften voor Filips de Goede naar het Frans vertaalde.
Gezien het enorme aantal werken die Tavernier verluchtte in een relatief korte periode, 1450-1460 voor de bekende en gedateerde werken, is het welhaast zeker dat hij beschikte over een aantal assistenten.

## Stijlkenmerken
Sommigen stellen dat Tavernier door zijn opleiding in Doornik sterk beïnvloed werd door Robert Campin alias de Meester van Flémalle. Van hem zou hij de liefde voor het detail van de huisinrichting, het gemaniëreerde voorstellen van de handen, de brede perspectieven, de wijde geplooide mantels en dergelijke hebben overgenomen. Zeker is dit echter niet evenmin staat het vast dat zijn opleiding in Doornik zou gebeurd zijn. Niettemin gaan de opgesomde stijlkenmerken wel op voor Tavernier. Een ander aspect is het narratieve in zijn voorstellingen, hij vertelt graag een verhaal, soms toont hij verschillende fases van een gebeuren in één miniatuur.
De nieuwe hypothese over de afkomst van Jan Tavernier is niet strijdig met het verband tussen het werk van Tavernier en de meester van Flémalle. De Doornikse stijl was tamelijk succesvol en verspreidde zich vrij snel in het Scheldebekken. Jan kan de werken van Campin ook hebben leren kennen via zijn vader of via de Oudenaerdse schilder Saladin de Stoevere die mogelijk bij Robert Campin heeft gewerkt.

## Bewaard werk
- Getijdenboek van Philips de Goede,  1454, Den Haag, Koninklijke Bibliotheek 76 F 2[10]
- Getijdenboek van Tavernier, Brussel, Koninklijke Bibliotheek hs. IV 1290
- Getijdenboek, 1450,  Parijs , Bibliothèque Nationale, N.a.lat 3225
- Miracles de Notre-Dame, 1456-1458, Parijs, Bibliothèque nationale, Ms.Fr.9199
- Miroir de salvacion humaine, Parijs , Bibliothèque Nationale, Fr. 6275
- David Aubert, Croniques et conquêtes de Charlemagne, 1458-1460, Brussel, Koninklijke Bibliotheek ms.9092
- Jean Miélot, Avis directif pour faire le passage d’Outremer, ca.1456-1457, Parijs, Bibliothèque nationale, Ms.Fr.9087
- Jean Miélot, Avis directif pour faire le passage d’Outremer, ca.1455, Brussel, Koninklijke Bibliotheek ms.9095
- Jean Miélot, De quator novissimis, na 1455, Brussel, Koninklijke Bibliotheek ms.9066
- Jean Miélot, Débat entre trois princes, 1449-1450, Brussel, Koninklijke Bibliotheek ms.9278
- Jean Miélot, Description de Terre Sainte, 1449-1450
- Jean Miélot, Moralité et traités de la science du bien mourir, 1456,  Parijs , Bibliothèque Nationale, Fr. 12441
- Jean Miélot, Traité des quatres dernières choses, 1455,  Koninklijke Bibliotheek ms.11129
- Jean Miélot, Traité sur l’oraison dominicale, na 1457, Brussel, Koninklijke Bibliotheek ms.9066
- René d’Anjou, Le mortifiement de vaine plaisance, 1458, Brussel, Koninklijke Bibliotheek ms.10308